# Nationaal Park Niah
Nationaal Park Niah is een nationaal park in het district Miri van de Maleisische deelstaat Sarawak. Het nationale park is 31.2 km² groot en werd in 1974 als zodanig ingesteld.

## Beschrijving
In het park bevindt zich een groot kalksteengebied met karstverschijnselen, dat onderdeel is van een groter complex, dat 17 km vanaf de Zuid-Chinese Zee begint, 65 km westelijk van Miri. Het park is een grofweg hartvormig gebied van vijf kilometer lengte van noord naar zuid en vier kilometer breed. Kalksteenformaties van soms meer dan 100 meter hoogte rijzen abrupt op uit een gebied met tropisch bos met verder heuvelland. De hoogste rotstop, Guning Subis, is 394 meter boven de zeespiegel en bevindt zich ook in het park. Deze kalksteenformaties zijn ontstaan in het vroeg-Mioceen (het Burdigalien, 20-16 miljoen jaar BP).

## De grotten van Niah
In het park zijn verscheidene grote grotten te zien. Er zijn sporen gevonden van menselijke bewoning uit de Steentijd zoals vuursteenbijlen en een schedel en rotstekeningen van de vroege moderne mens, verder voorwerpen uit de IJzertijd zoals aardewerk. Volgens een publicatie uit 2007 zijn de resten uit de Steentijd zeer oud en bestrijken een periode van 12.000 jaar tussen 46.000 BP en 34.000 BP.
Er komen in de grotten drie soorten grotbewonende gierzwaluwen voor, de eetbaar-nestsalangaan (Aerodramus fuciphagus) verder de zwart-nestsalangaan (A. maximus) evenals de mos-nestsalangaan (A. salangunus). In de jaren 1950 werd het totaal aantal van deze vogels op 1,7 miljoen geschat, in 2001 waren er nog 80.000 exemplaren (een gemiddelde achteruitgang met ca. 6% per jaar). De vogelnestjes van de eetbaar-nestsalangaan werden daar vroeger voor de Chinese keuken verzameld.

### Werelderfgoed
Het cultuurerfgoed in de grotten werd in 2024 tijdens de 46e sessie van de UNESCO Commissie voor het Werelderfgoed erkend als werelderfgoed en bijgeschreven op de werelderfgoedlijst onder de titel van "Het archeologische erfgoed van het grottencomplex van het nationaal park Niah" met als argumentatie: "Dit complex van kolossale, onderling verbonden grotten ligt in de buurt van de westkust van het eiland Borneo in het centrum van Niah National Park. Het bevat de langst bekende gegevens over menselijke interactie met het regenwoud, die minstens 50.000 jaar beslaan, van het Pleistoceen tot het Midden-Holoceen. De rijke archeologische afzettingen, prehistorische rotstekeningen en bootvormige graven die aan de noordelijke rand van het massief zijn gevonden, illustreren het biologische en menselijke leven in deze tijd en dragen in hoge mate bij aan de kennis van menselijke ontwikkeling, aanpassing en migratie in Zuidoost-Azië, maar ook in een mondiale context. Lokale gemeenschappen houden zich nog steeds aan een oude traditie van molong - 'neem alleen wat je nodig hebt' - bij het oogsten van guano en waardevolle eetbare vogelnesten uit de grotten."

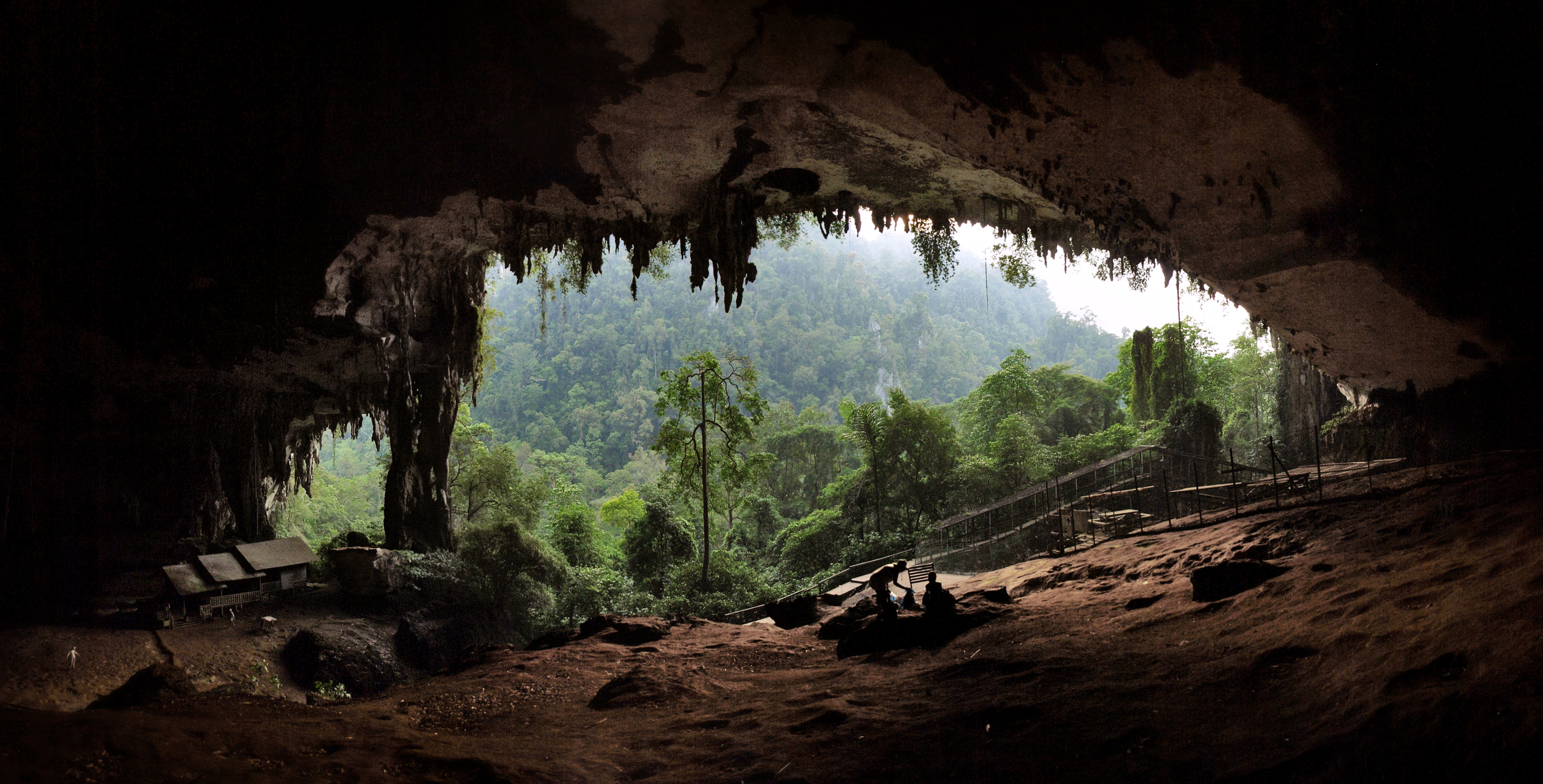
De hoofdingang van de grotten van Niah bij zonsopkomst

Nationaal park Gunung Mulu · Nationaal park Kinabalu · Melaka en George Town, twee historische steden van de Straat van Malakka · Archeologisch erfgoed van de Lenggongvallei · Archeologische erfgoed van het grottencomplex van het nationaal park Niah